# Maison-atelier de Foujita
La maison-atelier de Foujita (ou Maison-atelier Foujita) est une demeure-musée, située 7 route de Gif dans la commune de Villiers-le-Bâcle dans l'Essonne, en France. Elle se visite sur rendez-vous la semaine et sans rendez-vous les samedis et dimanches.

## Histoire
Elle a été la maison et l'atelier de travail du peintre franco-japonais Tsugouharu Foujita. Il acquiert de la vallée de Chevreuse ces deux maisons de campagne mitoyennes pour en faire une seule en 1960 et y vit jusqu'à sa mort en 1968. Il la restaure (la cave étant notamment aménagée en cuisine et en salle à manger) et l'aménage ; les combles étant consacrés pour son atelier.
Le bâtiment a été inscrit aux monuments historiques en septembre 1994. Datée de 1965, une fresque religieuse est visible sur un des murs. Elle est le fruit de travail sur les techniques de fresques pour notamment la conception de la « Chapelle Foujita ». La maison-atelier est labellisé « Maisons des Illustres » depuis septembre 2011.
Propriété du département de l'Essonne depuis 1991 via un don de l'épouse du peintre, elle est conservée en l'état et ouverte au public depuis septembre 2000. Les photographies y sont interdites.

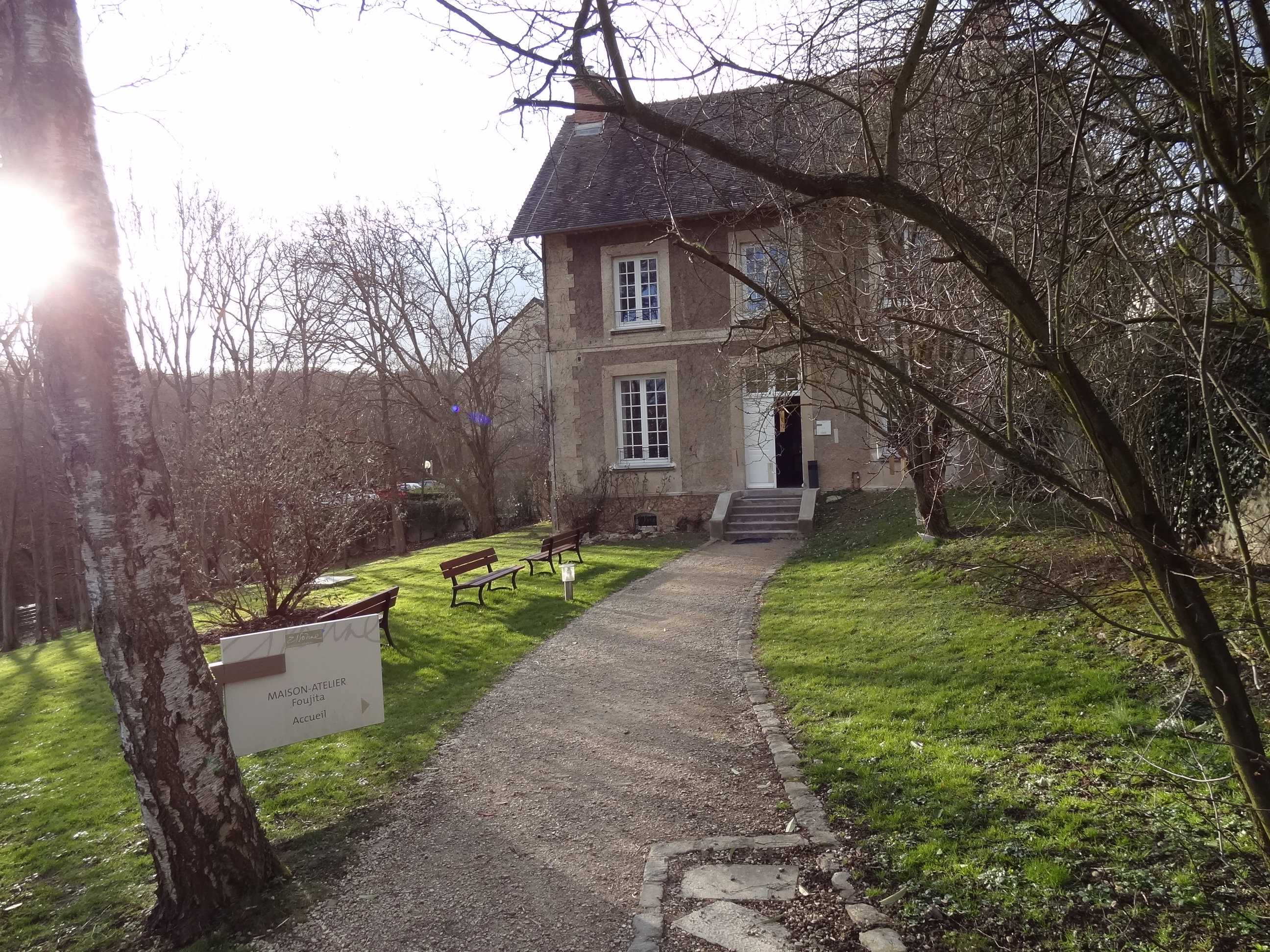
L'accueil de la maison-atelier de Foujita, situé dans une maison proche.
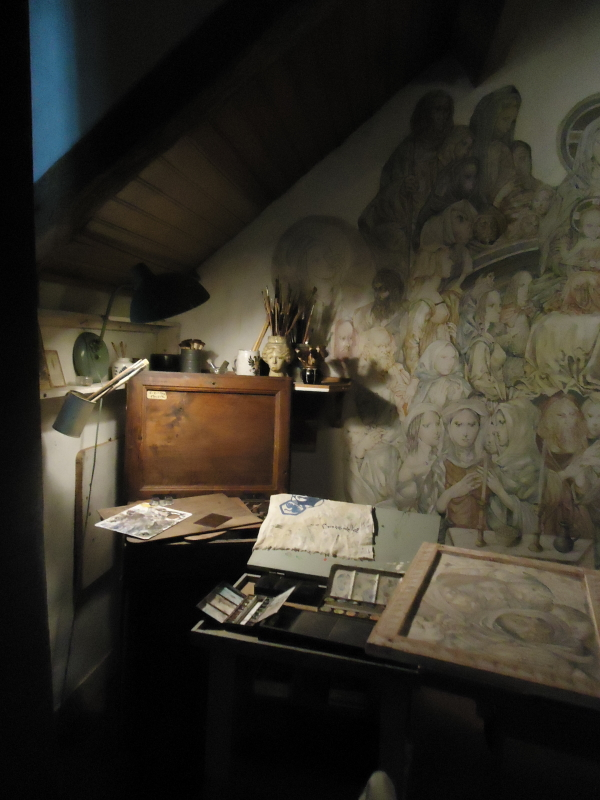
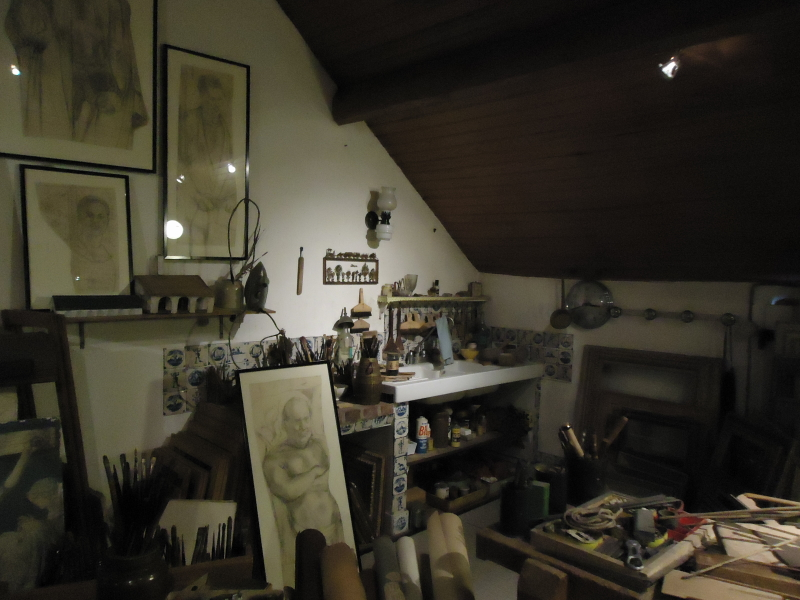
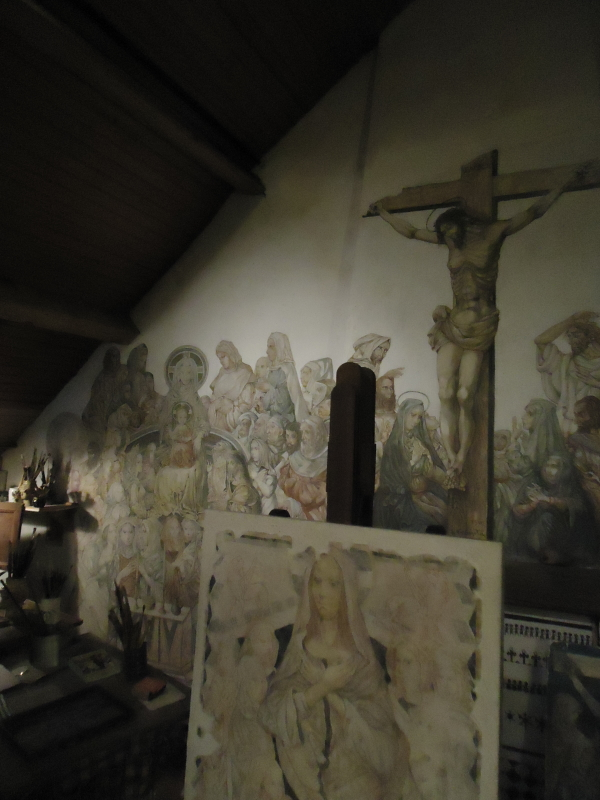